# Постумія Альбіна
Постумія Альбіна (100 — після 43 року до н. е.) — давньоримська матрона, очільниця аристократичного салона часів пізньої Римської республіки.

## Життєпис
Походила з роду нобілів Постумїїв. Донька Авла Постумій Альбіна, консула 99 року до н. е. Дружина Сервія Сульпіція Руфа, відомого красномовця та правника. Мала від нього сина й двох доньок. За деякими відомостями була коханкою Гая Цезаря та Гая Помптіна. Згадується Катуллом як господиня бенкету й дама вільної вдачі. Проте Цицерон рахувався з її думкою й описував її як віддану дружину. У 43 році до н. е., в момент смерті чоловіка, була ще жива. Подальша доля не відома.

## Родина
Чоловік — Сервій Сульпіцій Руф, консул 51 року до н. е.
Діти:
- Сервій Сульпіцій Руф
- Сульпіція Старша
- Сульпіція Молодша